# Italo Del Negro
Italo Del Negro (Basiliano, 7 febbraio 1940 – Basiliano, 17 maggio 2019) è stato un calciatore italiano, di ruolo centrocampista.

## Carriera
Ha giocato in Serie A 12 partite (5 reti) con la Triestina e 4 partite ed (1 rete) con il Mantova. Prese parte ai Giochi del Mediterraneo nel 1959.

## Palmarès

### Giocatore

#### Competizioni nazionali
- Serie B: 2

Triestina: 1957-1958
Messina: 1962-1963
- Serie C: 1

Arezzo: 1965-1966